# Leuven Bears in het seizoen 2020/21
Het seizoen 2020/2021 was het 18e jaar in het bestaan van de Leuvense basketbalclub Leuven Bears sinds de fusie in 2003. 

## Verloop
Spelers die beleven na vorig seizoen waren: Josh Heath, Hugh Robertson, Brandan Stith, Luka Kotrulja en de Belgen Roel Bucumi (jeugd), Seppe D'Espallier, Jonas Delalieux en Joris Fauconnier. Nieuwkomers aan de start van het seizoen waren de Sloveen Žiga Fifolt en de Belg Thibault Vanderhaegen die vanuit Nederland terugkeerde naar België. Hugh Robertson besloot nog voor de start van de competitie te stoppen met spelen en werd vervangen door de Amerikanen Randy Haynes en Joe Ebondo.
Eind november 2020 werd het contract van Ebondo ontbonden. In januari 2021 vertrok Randy Haynes en hij werd vervangen door Ryan Kriener. In maart 2021 werd ook nog de Amerikaan Malcolm Bernard aangetrokken.
De Bears eindigde als zesde in het reguliere seizoen. Ze verloren in de kwartfinale van de play-offs van de Antwerp Giants. In de beker van België verloren ze ook in de kwartfinale ditmaal van Limburg United.

## Ploeg
Antwerp Giants ·
Kangoeroes Basket Mechelen ·
Leuven Bears ·
Liège Basket ·
Limburg United ·
Okapi Aalst ·
Oostende ·
Phoenix Brussels ·
Union Mons-Hainaut ·
Spirou Charleroi